# Ippuku
ippuku（いっぷく）とは、2012年7月2日から2013年6月30日まで営業していた日本初の有料喫煙所の名称。この有料喫煙所はゼネラルファンデックスにより運営され、利用料金は1回の入場で50円。頻繁に利用する人に向けた1日券（100円）、1週間券（500円）、1ヶ月券（1,800円）なども提供され、ippukuのどの店舗でも共通して利用できる様になっていた。

## 開業前の想定
東京都内の淡路町、御茶ノ水、神田今川橋にまず3店舗を開店させ、3年間で都内23区内主要エリアに36店舗の展開を計画していたが、開業以降店舗数は増えず、淡路町店が2013年2月28日に閉店。残る2店舗も2013年6月30日をもって閉店し、全店が閉店している。
基本設備として、消煙消臭システム、吸殻処理システム、アロマディフューザー、公衆無線LAN、飲料自動販売機、入場ゲート、チケット販売端末、BGM、映像モニターなどが備わる予定とされる。店舗には非喫煙者も入店可能とされる。非喫煙エリアと喫煙可能なエリアの2室を備え、ゲート通過にPASMO/Suicaを利用することで完全無人営業を目指す。7月2日から15日までの14日間、3店で無料体感キャンペーンを実施する。